# Dora Varona
Dora Varona Gil (Santiago de Cuba, 19 de junio de 1930-Lima, 7 de marzo de 2018) fue poeta, narradora y misionera cubana-peruana. Viuda del escritor peruano Ciro Alegría, de quien recopiló, editó y estudió su obra.

## Biografía
Fue hija de Ricardo Varona y María Gil, y nieta del escritor Enrique José Varona.
Realizó sus estudios escolares en su ciudad natal. Luego ingresó a la Universidad de Oriente, donde se especializó en pedagogía (1951). Posteriormente, se trasladó a Madrid, donde ingresó a la facultad de periodismo de la Universidad Complutense, en 1955; al año siguiente, se graduó de bachiller en Letras y Literatura Hispanoamericana.
Regresó a Cuba y se casó el 25 de mayo de 1957 con el escritor peruano Ciro Alegría, de quien fuera alumna en la Universidad de Oriente. Poco después acompañó a su esposo en su retorno al Perú, donde decidieron finalmente radicar debido a la crisis revolucionaria que atravesaba la isla (1960). De su unión con Ciro tuvo cuatro hijos: Cecilia (n. 1958), Ciro Benjamín (n. 1961), Gonzalo (n. 1962) y Diego (n. 1967).
Tras el fallecimiento de Ciro Alegría el 17 de febrero de 1967, se dedicó a rescatar los escritos de su esposo y editarlos, para lo cual fundó Ediciones Varona (1970-1985). Llegó a recopilar hasta 27 títulos, además de las obras ya publicadas en vida por el escritor.
Un profundo proceso de reencuentro con la fe cristiana la llevó a redefinir sus perspectivas literarias. Viajó entonces a Santiago de Chile para seguir estudios de Teología Pastoral en el Instituto Latinoamericano de Estudios Teológicos (1989), donde se recibió de misionera (1992). Se dedicó a dicha labor a tiempo completo. Fue fundadora y consejera espiritual de la Comunidad Cristiana Maestro Fiel.
A fines de la década de 1990 retomó su labor compiladora y de edición de las obras de su esposo. En sus últimos años residió en Lima, dedicada a difundir la memoria de Ciro Alegría, participando en los homenajes que se le brindan al escritor, tanto en la capital como en su tierra natal. 
El 17 de febrero de 2010 estuvo presente en el homenaje que se hizo a Ciro en la Casa de la Literatura Peruana, donde se inauguró una exposición de fotografías y objetos personales del escritor, y que contó con la presencia del presidente de la república Alan García.
Fallece en Lima el 7 de marzo de 2018, según dio a conocer su hija Cecilia Alegría, a través de su cuenta en Facebook.

## Obras

### Verso
Publicó los siguientes poemarios:
- Rendija al alma, La Habana, Pérez Sierra y Hermano, 1952. Premio Instituto de Cultura Hispánica (Cuba, 1952). Con esta obra obtuvo una beca en Madrid para estudios literarios.
- Hasta aquí otra vez, Madrid, Rialp, 1955. Finalista del Premio Adonáis de Poesía, Madrid, 1956.[3]
- El litoral cautivo, Buenos Aires, Editorial Losada, 1968.
- Estado de gracia (Antología poética). Lima, Fondo Editorial Cultura Peruana, 2014.

Un poemario de 66 sonetos que tituló Bajo Dios nunca lo publicó, pues, según su testimonio, fue quemado por Ciro Alegría.

### Prosa
- Los que no se fueron (1955), recopilación de entrevistas a Salvador Dalí, Jacinto Benavente, Pío Baroja, Azorín, Ramón Menéndez Pidal, Camilo José Cela y otras personalidades de la cultura de España.[3]
- A la sombra del cóndor (Lima, Diselpesa, 1993), biografía ilustrada de Ciro Alegría.[4]
- Resurgimiento de evangelizadores laicos (1993).[3]
- Tico y Bebita en la isla de Cuba (2007), novela donde recoge historias de su infancia.[8]
- Ciro Alegría y su sombra (Lima, Editorial Planeta del Perú, 2008) que a decir de la autora es una novela biográfica del escritor, aunque en realidad es una nueva versión de su anterior biografía, A la sombra del cóndor, con apenas un subcapítulo suprimido.[9]

## Recopilación y edición de las obras de Ciro Alegría
A los cuatro títulos publicados en vida por Ciro Alegría (las novelas La serpiente de oro, Los perros hambrientos y El mundo es ancho y ajeno, y la colección de relatos Duelo de caballeros), Dora Varona sumó 27 volúmenes más, a base de manuscritos inéditos y escritos insertos en la prensa periódica de América Latina. Hizo también ediciones y reediciones antológicas.
- Panki y el guerrero (Lima, 1968), cuentos y leyendas para niños. Premio Nacional de Literatura Infantil José María Eguren.
- Gabriela Mistral íntima (Lima, Editorial Universo, 1969), ensayo.
- Sueño y verdad de América (Lima, Editorial Universo, 1969), relatos de tipo histórico.
- La ofrenda de piedra (Lima, Editorial Universo, 1969), cuentos andinos.
- Siempre hay caminos (Lima, Ediciones Varona, 1969), novela corta.
- El dilema de Krause (Lima, Ediciones Varona, 1969), novela inconclusa.
- La revolución cubana: un testimonio personal (Lima, Editorial PEISA, 1971).
- Lázaro (Buenos Aires, Editorial Losada, 1973), novela inconclusa.
- Mucha suerte con harto palo (Buenos Aires, Editorial Losada, 1976), memorias del escritor, armada a base de recopilaciones de diversos escritos del mismo.
- Siete cuentos quirománticos (Lima, Ediciones Varona, 1978) narraciones urbanas.
- El sol de los jaguares (Lima, Ediciones Varona, 1979), cuentos amazónicos.
- Fábulas y leyendas americanas (Madrid, Editorial Espasa-Calpe, 1982).
- Sueño y verdad de América (Madrid, Alfaguara, 1985).
- Fitzcarraldo, el dios del oro negro (Madrid, Alfaguara, 1986), cuentos.
- Sacha en el reino de los árboles (Madrid, Alfaguara, 1986), cuentos.
- Nace un niño en los Andes (Madrid, Alfaguara, 1986), cuentos.
- Once animales con alma y uno con garras (Madrid, Alfaguara, 1987), libro de cuentos armado a base de fragmentos de las tres primeras novelas de Ciro.
- El ave invisible que canta en la noche (Madrid, Alfaguara, 1989), cuentos extraídos íntegramente de El mundo es ancho y ajeno.

Si bien esta labor editorial de la obra de Ciro Alegría la suspendió en 1987 debido a su reencuentro con la fe cristiana, a fines de la década de 1990 la retomó. Entre las últimas publicaciones mencionamos:
- Novela de mis novelas (Lima, PUCP, 2004), nutrida selección de los artículos del escritor sobre cultura y crítica literaria, con presentación de Ricardo Silva Santisteban.
- Mi alforja de caminante (Lima, Editorial Norma, 2007), cuentos y relatos.
- El zorro y el conejo (Lima, Editorial Norma, 2008).
- Cartas de amor para una alumna (Lima, Editorial Universitaria-URP, 2009), que reúne la historia de su amor epistolar con Ciro.

A decir de Dora, se encontraban todavía en preparación tres libros más: Boceto de un retrato del Perú (escritos periodísticos publicados en Puerto Rico, Cuba y Lima), Mi máquina de escribir (artículos publicados en 1933 en el diario aprista La Tribuna) y Breve viaje a través de la literatura.